# Guido Agnolin
Guido Agnolin (Bassano del Grappa, 18 settembre 1912 – Bassano del Grappa, 27 luglio 1993) è stato un arbitro di calcio italiano.

## Biografia
Aspirante arbitro dal 1930, diviene arbitro effettivo nel 1932 e la sua carriera arbitrale si sviluppa nell'immediato dopoguerra.
Nella stagione 1945-1946 debutta in Divisione Nazionale in occasione della partita Milan-Brescia ed al termine di quel campionato viene inoltre designato per la finale della Coppa Alta Italia tra Bologna e Novara.
Nel 1952 viene promosso al livello di arbitro internazionale ed al termine della stagione 1952-1953 è insignito con il prestigioso Premio Giovanni Mauro.
Nel 1954 è tra i fondatori, assieme a Numa Pompilio Selvaggi, della sezione AIA di Bassano del Grappa di cui è presidente nel 1955 e dal 1963 al 1975.
Termina l'attività sui campi nel 1955 in occasione della partita Genoa-Atalanta.
Guido Agnolin era il padre di Luigi, anch'egli arbitro internazionale.